# Panamerikanische Spiele 2023/Trampolinturnen
Bei den Panamerikanischen Spielen 2023 in der chilenischen Hauptstadt Santiago de Chile fanden vom 3. bis 4. November 2023 insgesamt vier Wettbewerbe im Trampolinturnen statt, davon je zwei bei den Männern und bei den Frauen. Austragungsort war das Training Center for Collective Sport.

## Bilanz

### Medaillenspiegel
| Platz  | Land               | Gold | Silber | Bronze | Gesamt |
| ------ | ------------------ | ---- | ------ | ------ | ------ |
| 1      | Vereinigte Staaten | 3    | —      | —      | 3      |
| 2      | Kolumbien          | 1    | —      | —      | 1      |
| 3      | Brasilien          | —    | 3      | 1      | 4      |
| 4      | Kanada             | —    | 1      | —      | 1      |
| 5      | Mexiko             | —    | —      | 2      | 2      |
| 6      | Argentinien        | —    | —      | 1      | 1      |
| Gesamt | Gesamt             | 4    | 4      | 4      | 12     |

### Medaillengewinner
Männer
| Disziplin | Gold                           | Silber                  | Bronze                   |
| --------- | ------------------------------ | ----------------------- | ------------------------ |
| Einzel    | Ángel Hernández                | Rayan Dutra             | Santiago Ferrari         |
| Synchron  | Aliaksei Shostak Ruben Padilla | Remi Aubin Keegan Soehn | Lucas Tobias Rayan Dutra |

Frauen
| Disziplin | Gold                            | Silber                    | Bronze                       |
| --------- | ------------------------------- | ------------------------- | ---------------------------- |
| Einzel    | Jessica Stevens                 | Camilla Lopes             | Dafne Navarro                |
| Synchron  | Nicole Ahsinger Jessica Stevens | Alice Gomes Camilla Lopes | Dafne Navarro Mariola García |